# Leptychaster magnificus
Leptychaster magnificus är en sjöstjärneart som först beskrevs av Jean Baptiste François René Koehler 1912.  Leptychaster magnificus ingår i släktet Leptychaster och familjen kamsjöstjärnor. Inga underarter finns listade i Catalogue of Life.